# جایزه آزادی مطبوعات
جایزه بین‌المللی آزادی رسانه سی‌پی‌ج (انگلیسی: CPJ International Press Freedom Awards)
جایزه‌ای است که سالانه به روزنامه‌نگاران یا نگارش‌های آنها برای نمایش شجاعت در آزادی رسانه اهدا می‌شود.